# Дієго Родрігес Порселос
Дієго Родрігес Порселос (ісп. Diego Rodrígues Porcelos, лат. Didaco; помер 31 січня 885) — граф Кастилії у 873—885 роках.

## Життєпис

### Походження та перші згадки
Був єдиним сином першого графа Кастилії Родріго. Дослідники припускають, що прізвисько Порселос він отримав за назвою монастиря Сан-Мільян-де-Порселос.
Перша згадка про Дієго датована 15 березня 863 року в дарувальній хартії монастирю Сан-Фелісес-де-Ока. В ній Дієго вже названий графом Кастилії, однак історики вважають, що датування того документу містить ознаки більш пізнього редагування, зробленого з метою віднести заснування монастиря Святої Феліції до більш раннього періоду.

### Сходження на престол
Дієго Порселос став графом Кастилії 873 року, успадкувавши титул після смерті батька. Перехід Кастилії до Дієго став першим в історії Астурійського королівства спадкуванням графства за правом кровних родинних зв'язків.
Як і його батько, Дієго Порселос став одним з найближчих сподвижників короля Астурії Альфонсо III Великого. У 870-их роках християни не вели значних військових дій проти Кордовського емірату, обмежуючись періодичною підтримкою заколотників, що повставали проти еміра Кордови Мухаммеда I. Тому іспансько-мусульманські автори, які найбільш ретельно висвітлювали історію Піренейського півострова VIII—X століть, майже нічого не повідомляють про події в Кастильському графстві в той час. Достовірні відомості є тільки про останні роки правління графа Дієго.

### Участь у Реконкісті
На початку 880-их років відновились військові вторгнення маврів до земель Астурійського королівства. Це було пов'язано з підтримкою, яку надав король Альфонсо III заколотникам з муваладської родини Бану Касі, що мала значні території на кордоні з християнськими землями. 882 року емір Мухаммед I здійснив похід проти глави заколотників, валі Толедо Мухаммада I ібн Лубба, та змусив його підкоритись своїй владі. Після цього військо мусульман вторглось до Алави, що належала Астурії. Втім тамтешній граф Вела Хіменес зумів відбити їхній напад на свою фортецю Сельйоріго. Також успішно було відбито спробу маврів узяти штурмом фортецю в Панкорбо, яку захищав Дієго Порселос. Однак напад війська мусульман на ще недобудовані кастильські укріплення вздовж річки Арлансон завершився успіхом: кілька фортець (в тому числі Кастрохеріс були зруйновані.
Від того часу Мухаммад I ібн Лубб, який отримав від еміра Кордови за проявлену ним у поході відданість, окрім Толедо, також Вальтьєрру, Сарагосу й Туделу, ставши головним противником Астурійського королівства. 883 року військо алавців і кастильців здійснило напад на володіння Мухаммада ібн Лубба, який у відповідь знову розграбував землі Алави й Кастилії.
Однак війни з маврами не призвели до припинення розширення Кастильського графства на південь. Цьому сприяло й відволікання сил Мухаммада I ібн Лубба на боротьбу з еміром Кордови, проти якого глава Бану Касі знову повстав 883 року. За повідомленнями іспансько-християнських хронік 882 чи 884 року Дієго Порселос за наказом короля Альфонсо III заселив Бургос, що за правління його наступників став столицею Кастилії.
Хроніки також повідомляють, що 884 року граф Дієго заснував Уб'єрну та знову заселив Кастрохеріс. Видані графом Дієго хартії монастирю Сан-Фелісес-де-Ока свідчать, що й землі навколо сучасної Вільяфранка-Монтес-де-Ока також увійшли до володінь правителя Кастилії. Там за підтримки графа було відновлено єпископство, що припинило своє існування після арабського завоювання.
Дієго Порселоса вважають засновником міста Вільядієго, названого на його честь. Припускають, що до останніх років його правління відноситься й початок зведення цілої низки прикордонних фортець, що у подальшому стали основою для виникнення навколо них кількох кастильських міст (Кастрільйо-де-ла-Вега, Торрепадре, Памплієга тощо).

### Смерть
Про обставини смерті Дієго Родрігеса відомо вкрай мало. Деякі джерела датують смерть графа 31 січня 875 року, однак історики вважають, що в текстах хроні сталась помилка, і називають роком смерті 885. Дослідники припускають, що Дієго Порселос загинув під час заколоту Фруели Ордоньєса, брата Альфонсо III Великого, або ж заколоту, що його підбурив 885 року проти короля Астурії граф Ерменгільдо Перес. Можливо, граф Кастилії підтримав один з тих заколотів і за наказом Альфонсо III був страчений разом зі своїми поплічниками.
Також точно не відомо, хто став наступником Дієго Порселоса. Історики припускають, що впродовж кількох років єдиної графської влади в Кастилії не існувало, а управління тими землями було покладено королем Альфонсо III одразу на кількох своїх васалів. Наступною особою, що згадується з титулом графа Кастилії, був Муньйо Нуньєс.

### Родина
Ім'я дружини графа Дієго Порселоса невідоме. Дітьми від того шлюбу були:
- Родріго Діас Аболмондар Албо (пом. після 930)
- Гонсало Діас (пом. після 2 лютого 921)
- Марсело Діас
- Дієго Діас (пом. бл. 945)
- Фернандо Діас (пом. після 1 травня 932)
- Гутіна Діас — одружена з Фернандо Муньєсом Нігером
- Асура — одружена з Нуньйо Ордоньєсом (пом. бл. 870), сином короля Астурії Ордоньйо I
- Гомес Діас (пом. після 1 травня 932)